# روز اليوسف (ممثلة)
روز اليوسف أو فاطمة اليوسف (1898 - 10 أبريل 1958)، ممثلة وصحفية لبنانية من أصل تركي. إحدى أشهر أسماء الفن والصحافة والسياسة في النصف الأول من القرن العشرين بمصر، ووالدة الأديب المصري إحسان عبد القدوس. عملت كممثلة مسرحية مع فرق عزيز عيد وأمين الريحاني وجورج أبيض ويوسف وهبي وطلعت حرب. من أبرز أدوارها المسرحية بطولة أوبريت (العشرة الطيبة)، من ألحان سيد درويش.
اعتزلت روز اليوسف المسرح واتجهت للصحافة مطلقة مجلتها روز اليوسف عام 1925، وهي مجلة إسبوعية فنية أدبية وسياسية بعد 3 أعوام من صدورها. ثم أصدرت جريدة روز اليوسف اليومية عام 1935، والتي ترأس تحريرها عبد الرحمن بك فهمي وكتب فيها عباس محمود العقاد، ونجيب محفوظ وعائشة عبد الرحمن.
واجهت اليوسف مشكلات مع حزب الوفد المصري، مما أدى لهجوم على مقر مجلتها. صُودر 42 عدداً للمجلة من إجمالي 104 أعداد، وتوقفت عن الصدور أكثر من مرة. ثم أدى ضغط الحزب والحكومة المصرية آنذاك بالمجلة للإفلاس، وإيداع روز اليوسف في السجن. أصدرت روز اليوسف مطبوعات أخرى لتلافي أضرار إيقاف المجلة الأساسية، مثل مجلة (الصرخة)، مجلة (صباح الخير)، (مصر الحرة)، (الرقيب)، و (صدى الحق).

## النشأة
ولدت في بيروت يتيمة الأم في أسرة مسلمة. أبوها محيي الدين اليوسف تركي الأصل كان تاجرا اضطر للسفر من بيروت وترك ابنته التي توفيت أمها عقب ولادتها في رعاية أسرة مسيحية كانت تدللها باسم روز. وعندما انقطعت أخبار الأب تبنت العائلة الطفلة الصغيرة وأخفت عنها حقيقة عائلتها. غير أنها علمت بالحقيقة عندما أكملت عامها العاشر حيث رحبت الأسرة التي عاشت بينها بسفرها مع صديق للأسرة إلى أمريكا. وقتها أبدت روز الصغيرة اندهاشها من سهولة تفريط أسرتها فيها بهذا الشكل فقررت مربيتها أن تطلعها على حقيقة أصلها وأن تخبرها بأنها مسلمة وليست مسيحية وأن اسمها هو فاطمة وليس روز. فوافقت روز ظاهريا على السفر مع صديق العائلة.
وفي الإسكندرية، التي رست فيها السفينة التي كانا يركبانها، غافلته روز وهبطت في المدينة المصرية. اكتشفها الفنان عزيز عيد، وهو الذي أخذ بيدها في دنيا الفن وبدأت العمل ككومبارس حتى سنحت لها الفرصة واختارها عزيز عيد لدور سيدة عجوز رفضته كل ممثلات الفرقة. وقد أدت دورها بعبقرية لاقت استحسانا كبيرا من الجمهور.

## المسرح
كان انتماؤها لفرقتي عزيز عيد وفرقة عكاشة تمهيدا لكل ما بنته روز اليوسف بعد ذلك. أدت أدورا كبيرة على المسرح، كما أدت أيضا مقطوعات موسيقية مع محمد عبد القدوس، لتتعرف على المخرج المسرحي اسكنر فرح والذي علمها التمثيل وضمها إلى أسرته.
انتقلت روز اليوسف من الإسكندرية إلى القاهرة، والتحقت بفرقة جورج أبيض عندما كوّنها عام 1912، وتألقت روز اليوسف أثناء عملها مع يوسف وهبي بعد أن كوّن فرقه رمسيس عام 1923، وكانت بطلة الفرقة. وبلغت ذروة المجد عندما مثّلت دور مارجريت جوتيه في رواية غادة الكاميليا ونالت لقب (برنار الشرق).

## الصحافة
لكنها تركت فرقة رمسيس بعد خلاف مع يوسف وهبي، فاعتزلت التمثيل واتجهت إلى الصحافة. أصدرت في أكتوبر 1925م مجلة فنية اسمها «روز اليوسف»، انتشرت ونجحت حتى تحول منهجها للسياسة التي جرت عليها الويلات غدرا وتنكرا وحروبا وضوائق مادية، متلاحقة بسبب المنافسة السياسية.
بعد عشرة أعوام من إنشاء المجلة وفشلها أصدرت صحيفة روز اليوسف، التي كانت من القوة والانتشار بحيث هددت مكانة صحف كبيرة مثل الأهرام في ذلك الوقت، حتى رفض باعة الصحف بيعها بسبب اتجاهاتها السياسية وهذا ما أدى إلى تراكم الديون عليها وتعرضت لأزمة مالية خانقة.
ساهمت روز اليوسف في حركة الأدب والثقافة بإصدار الكتاب الذهبي وسلسلة كتب فكرية وسياسية. عام 1956م، أصدرت كتابا بمذكراتها هو «ذكريات» ومجلة صباح الخير، التي كانت رمزا «للقلوب الشابة والعقول المتحررة» كما كان يقول شعارها وكانت بمثابة جامعة تخرج منها أكثر نجوم الصحافة في العصر الحديث.
تزوجت من ثلاثة رجال: «محمد عبد القدوس» وأنجبت منه «إحسان عبد القدوس» الأديب المصري المعروف. ثم تزوجت من المسرحي زكي طليمات، ثم من المحامي قاسم أمين حفيد قاسم أمين صاحب كتاب تحرير المرأة. يقول الأستاذ مصطفى أمين في كتابه مسائل شخصية إن أغرب ما في قصة هذه المعجزة أنها وهي صاحبة أكبر مجلة سياسية في البلاد العربية لم تكن تعرف كيف تكتب، وكان خطها أشبه بخط طفل صغير ومع ذلك كانت قارئة ممتازة وذواقة رائعة للأدب والشعر. تقول روز في مجلتها «كلنا سنموت، ولكن هناك فرق بين شخص يموت وينتهي وشخص مثلي يموت ولكن يظل حيا بسيرته وتاريخه».

## اقرأ أيضا
- مسرح
- مجلة
- يوسف وهبي